# Liste des saints du XXIe siècle
Cette liste concerne les saints reconnus comme tels par l'Église catholique ayant vécu au XXIe siècle.

## Années 2000

### Année 2005
| no | Image    | Nom                            | Béatification | Canonisation               | Informations                                                     |
| -- | -------- | ------------------------------ | ------------- | -------------------------- | ---------------------------------------------------------------- |
| 1  | framless | Saint Jean-Paul II (1920-2005) | 1er mai 2011  | 27 avril 2014 par François | Prélat polonais, 264e pape de l'Église catholique de 1978 à 2005 |

### Année 2006
| no | Image    | Nom                                        | Béatification   | Canonisation                            | Informations |
| -- | -------- | ------------------------------------------ | --------------- | --------------------------------------- | --- |
| 1  |          | Bienheureuse Leonella Sgorbati (1940-2006) | 26 mai 2018     |                                         | Religieuse italienne, missionnaire de la Consolation, assassinée in odium fidei en Somalie. Reconnue martyre en 2017. |
| 2  | framless | Bienheureux Carlo Acutis (1991-2006)       | 10 octobre 2020 | Prévue le 7 septembre 2025 par Léon XIV | Jeune laïc italien mort d'une leucémie, surnommé le « cyber-apôtre » ou encore le « geek de Dieu ».                   |

### Année 2007
| no | Image | Nom                                          | Béatification | Canonisation | Informations |
| -- | ----- | -------------------------------------------- | ------------- | ------------ | --- |
| 1  |       | Bienheureux Floribert Bwana Chui (1981-2007) | 15 juin 2025  |              | Douanier congolais (RDC), membre de la communauté de Sant'Egidio. Assassiné pour avoir refusé la corruption. Reconnu martyr « de l'honnêteté et de l'intégrité morale ». |

## Années 2010

### Année 2015
| No. | Image    | Nom                            | Canonisation                                                                                 | Informations                                                                   |
| --- | -------- | ------------------------------ | -------------------------------------------------------------------------------------------- | ------------------------------------------------------------------------------ |
| 1.  | framless | Saints Martyrs coptes de Libye | Canonisés en 2015 par l'Église copte orthodoxe et inscrit dans le martyrologe romain en 2023 | 21 chrétiens exécutés en 2015 par des djihadistes de l'État islamique en Libye |